# Greta Andersen
Greta Andersen (Copenhaguen, 1 de maig de 1927 — 6 de febrer de 2023) fou una nedadora danesa que va competir durant les dècades de 1940 i 1950.
El 1948 va prendre part en els Jocs Olímpics de Londres, on va disputar tres proves del programa de natació. Va guanyar la medalla d'or en els 100 metres lliures i la de plata en els 4x100 metres lliures, fent equip amb Eva Riis, Karen Harup i Fritze Carstensen. En els 400 metres lliures quedà eliminada en sèries. Quatre anys més tard, als Jocs de Hèlsinki, tornà a disputar tres proves del programa de natació, però en aquesta ocasió no aconseguí pujar al podi i s'hagué d'acontentar amb la quarta posició en els 4x100 metres lliures com a millor resultat. En el seu palmarès també destaquen cinc medalles al Campionat d'Europa de natació, dues d'or, una de plata i dues de bronze, entre les edicions de 1947 i 1950, nou campionats nacionals individuals i quatre títols escandinaus individuals, a banda de nombrosos títols per equips.
A mitjans de la dècada de 1950 emigrà a Califòrnia i finalment aconseguí la nacionalitat estatunidenca. Als Estats Units continuà nedant, especialment en llargues distàncies a mar obert. Va establir els rècords del món en les 10, 25 i 50 milles. Entre 1957 i 1965 travessà el canal de la Mànega en sis ocasions, xifra que suposà un rècord, així com també sent la dona més ràpida amb 10h 59' el 1958. El 1964 travessà el canal d'anada i tornada en un temps de 23 h.
El 1969 fou incorporada a l'International Swimming Hall of Fame.